# فياتشيسلاف سوبوليف
فياتشيسلاف سوبوليف (13 أكتوبر 1984 بكازاخستان - ) هو لاعب كرة قدم كازاخستاني في مركز الدفاع. شارك مع منتخب كازاخستان تحت 21 سنة لكرة القدم ومنتخب كازاخستان لكرة القدم. أما مع النوادي، فقد لعب مع إف كي أتيراو ونادي إيرتيش بافلودار ونادي كايرات ونادي طراز ونادي فوستوك وFC Caspiy ‏ وFC Zhenis ‏.

## وصلات خارجية
- فياتشيسلاف سوبوليف على موقع قاعدة بيانات كرة القدم.إي يو (الإنجليزية)
- فياتشيسلاف سوبوليف على موقع ناشيونال فوتبول تيمز (الإنجليزية)
- فياتشيسلاف سوبوليف على موقع Soccerway.com (الإنجليزية)